# Etmopterus benchleyi
Cá mập Ninja (Danh pháp khoa học: Etmopterus benchleyi) là một loài cá mập trong họ Etmopteridae. Đây là loài mới được phát hiện ra, chúng một loài cá mập kỳ lạ có khả năng phát sáng trong bóng tối tại khu vực Thái Bình Dương ngoài khơi bờ biển Trung Mỹ. Chính bởi sự sáng lập loè, lúc ẩn lúc hiện mà các chuyên gia đã đặt tên loài cá mập này là "Ninja Lanternshark". Tuy nhiên, sau đó chúng được đổi tên là Etmopterus benchley đặt theo tên của nhà văn Peter Benchley người đã viết bộ phim về cá mập nổi tiếng Hàm cá mập (Jaws).

## Đặc điểm
Etmopterus benchley có lớp da đen sẫm, thường sống ở độ sâu từ 200 tới 1.400 m dưới đại dương, trong vùng biển Thái Bình Dương–chủ yếu là ngoài khơi bờ biển của Costa Rica và Panama. Chiều dài thân của loài cá mập trưởng thành này vào khoảng 45–50 cm, một số con có thể đạt tới 60 cm. Chúng còn có khả năng phát sáng giống như nhiều loài khác sống trong tầng nước sâu. Bí mật của khả năng phát sáng này là do cá mập Ninja sở hữu những tế bào phát sáng (photophore) ở vùng bụng. Chúng sử dụng ánh sáng từ vùng bụng để ngụy trang và để đe dọa, đánh lén những động vật săn mồi hay loài cá nhỏ, tôm.